# Émile Bernard (kompozytor)
Émile Bernard (ur. 28 listopada 1843 w Marsylii, zm. 11 września 1902 w Paryżu) – francuski romantyczny kompozytor i organista.